# Players Series
A Série de Jogadores ou Players Series é uma competição bônus para os jogadores com as maiores premiações em uma série de torneios profissionais de snooker. A série criada em 2019 envolve três eventos: o Grande Prêmio Mundial (em inglês:  World Grand Prix), o Campeonato de Jogadores (em inglês:  Players Championship) e o Campeonato da Turnê (em inglês:  Tour Championship). Nas temporadas de 2018–19 e 2019–20, a série foi patrocinada pela casa de apostas britânica Coral e foi chamada de Copa Coral (em inglês:  Coral Cup).

## Visão geral
Diferentemente dos eventos tradicionais do ranking, a qualificação é baseada nos resultados da temporada em disputa (ranking de um ano), e não no ranking mundial. A quantidade de competidores vai diminuindo em cada evento, com 32 jogadores participando do Grand Prix, 16 no Players Championship e 8 no Tour Championship. A série foi patrocinada e batizada em homenagem à casa de apostas Coral, até 2021, quando a varejista de automóveis Cazoo assumiu o patrocínio. O jogador que ganhar mais prêmios em libras esterlinas ao longo da série recebe um bônus de £ 100.000 e a "Coral Cup". Este bônus foi ofertado apenas na temporada de 2019–20.
Para a temporada de 2021–22, os jogadores que perderam na primeira rodada de qualquer um dos eventos da Cazoo Series receberam pontos no ranking de acordo com a premiação recebida. Esta foi uma mudança em relação às temporadas anteriores, onde os eliminados na primeira rodada recebiam o prêmio, no entanto, nenhum ponto no ranking era adicionado. A World Snooker confirmou posteriormente que esta mudança se aplicaria à temporada de snooker de 2022–23.

## Edições
| Temporada | Nome da Série (Copa)          | Campeão da Série (Copa) | Referências          |
| --------- | ----------------------------- | ----------------------- | -------------------- |
| 2018–19   | Copa Coral (Coral Cup)        | Ronnie O'Sullivan (ENG) | [ 8 ] [ 9 ] [ 10 ]   |
| 2019–20   | Copa Coral (Coral Cup)        | Stephen Maguire (SCO)   | [ 11 ] [ 12 ] [ 13 ] |
| 2020–21   | Série da Cazoo (Cazoo Series) | Neil Robertson (AUS)    | [ 14 ] [ 15 ] [ 16 ] |
| 2021–22   | Série da Cazoo (Cazoo Series) | Neil Robertson (AUS)    | [ 17 ] [ 18 ] [ 19 ] |

## Finais
| Temporada                            | Torneio                       | Campeão                   | Vice-campeão              | Placar                    | Refs.                     |
| Copa da Coral (Coral Cup)            | Copa da Coral (Coral Cup)     | Copa da Coral (Coral Cup) | Copa da Coral (Coral Cup) | Copa da Coral (Coral Cup) | Copa da Coral (Coral Cup) |
| ------------------------------------ | ----------------------------- | ------------------------- | ------------------------- | ------------------------- | ------------------------- |
| 2018–19                              | World Grand Prix de 2019      | Judd Trump (ENG)          | Ali Carter (ENG)          | 10–6                      | [ 8 ]                     |
| 2018–19                              | Players Championship de 2019  | Ronnie O'Sullivan (ENG)   | Neil Robertson (AUS)      | 10–4                      | [ 9 ]                     |
| 2018–19                              | Tour Championship de 2019     | Ronnie O'Sullivan (ENG)   | Neil Robertson (AUS)      | 13–11                     | [ 10 ]                    |
|                                      |                               |                           |                           |                           |                           |
| 2019–20                              | World Grand Prix de 2020 (I)  | Neil Robertson (AUS)      | Graeme Dott (SCO)         | 10–8                      | [ 11 ]                    |
| 2019–20                              | Players Championship de 2020  | Judd Trump (ENG)          | Yan Bingtao (CHN)         | 10–4                      | [ 12 ]                    |
| 2019–20                              | Tour Championship de 2020     | Stephen Maguire (SCO)     | Mark Allen (NIR)          | 10–6                      | [ 13 ]                    |
| Série da Cazoo (Cazoo Series)        |                               |                           |                           |                           |                           |
| 2020–21                              | World Grand Prix de 2020 (II) | Judd Trump (ENG)          | Jack Lisowski (ENG)       | 10–7                      | [ 14 ]                    |
| 2020–21                              | Players Championship de 2021  | John Higgins (SCO)        | Ronnie O'Sullivan (ENG)   | 10–3                      | [ 15 ]                    |
| 2020–21                              | Tour Championship de 2021     | Neil Robertson (AUS)      | Ronnie O'Sullivan (ENG)   | 10–4                      | [ 16 ]                    |
|                                      |                               |                           |                           |                           |                           |
| 2021–22                              | World Grand Prix de 2021      | Ronnie O'Sullivan (ENG)   | Neil Robertson (AUS)      | 10–8                      | [ 17 ]                    |
| 2021–22                              | Players Championship de 2022  | Neil Robertson (AUS)      | Barry Hawkins (ENG)       | 10–5                      | [ 18 ]                    |
| 2021–22                              | Tour Championship de 2022     | Neil Robertson (AUS)      | John Higgins (SCO)        | 10–9                      | [ 19 ]                    |
| Série de Jogadores (Players’ Series) |                               |                           |                           |                           |                           |
| 2022–23                              | World Grand Prix de 2023      |                           |                           |                           |                           |
| 2022–23                              | Players Championship de 2023  |                           |                           |                           |                           |
| 2022–23                              | Tour Championship de 2023     |                           |                           |                           |                           |